# Sonáta pro lesní roh a klavír (Beethoven)
Svou sonátu pro lesní roh a klavír F dur op. 17 zkomponoval Ludwig van Beethoven v roce 1800 pro Jana Václav Sticha, českého virtuosního hráče na lesní roh, ve své době známého pod pseudonymem Giovanni Punto. Sonáta se dnes řadí do standardní literatury pro lesní roh.

## Názvy vět
Sonáta se skládá ze tří vět:
- Allegro moderato
- Poco adagio quasi andante
- Rondo. Allegro moderato

## Okolnosti vzniku

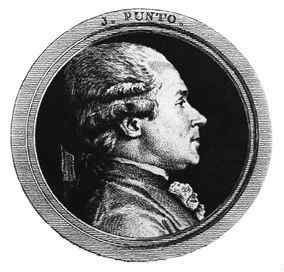
Jan Václav Stich, alias Giovanni Punto (1746-1803)

Jak vysvětluje Beethovenův student Ferdinand Ries, Beethoven sonátu zapsal na papír jen jeden den před představením: „Skoro vždy odkládal dokončení většiny svých skladeb, která měl Beethoven do určité doby dokončit. Slíbil tedy slavnému hornistovi Pontovi (sic), že zkomponuje sonátu (opus 17) pro klavír a lesní roh a zahraje ji s ním na jeho koncertě. Koncert se sonátou byl ohlášen, Beethoven však ještě ani nenapsal ani notu. Pracovat začal den před koncertem a do představení bylo dílo dokončeno." 

## Premiéra
Premiéra se uskutečnila 18. dubna 1800 na koncertě, který Punto uspořádal ve vídeňském divadle u Korutanské brány. Podle dochovaného oznámení byl koncert zahájen symfonií Josepha Haydna, poté následovala árie Ferdinanda Paëra, samotným koncertem G. Punta, předehrou La chasse du Jeune Henri od Étienna-Nicolase Méhula, klarinetový koncert Antonia Casimira Cartellieri a další další Paërovou árií. Teprve poté zazněla jako vyvrcholení večera „Sonáta, zcela nově složená a hraná panem Ludwigem van Beethovenem, doprovázená lesním rohem panem Punto“. Celý koncert pak uzavřela blíže neurčená „závěrečná symfonie“.
Vídeňský zpravodaj pro Allgemeine musikalische Zeitung uvedl, že dílo mělo takový úspěch, že ho Punto muselo zahrát znovu.
| „                                 | Der berühmte, und jezt wahrscheinlich größeste Waldhornist in der Welt, Herr Punto, (ein Böhme von Geburt, sein eigentlicher Name ist: Stich,) hält sich jezt in Wien auf. Er gab vor kurzem eine musikal. Akademie, in welcher sich vor allem eine Sonate für Fortepiano und Waldhorn, komponiert von Beethoven, und gespielt von diesem und Punto, so auszeichnete und so gefiel, daß, trotz der neuen Theaterordnung, welche das Da Capo und laute Applaudiren im Hoftheater untersagt, die Virtuosen dennoch durch sehr lauten Beyfall bewogen wurden, sie, als sie am Ende war, wieder von vorn anzufangen und nochmals durchzuspielen. | Slavný, a dost možná nejznámější hornista na světě, pan Punto (rodem Čech, vlastním jménem Stich), se nyní zdržuje ve Vídni. Nedávno pořádal hudební vystoupení, ve které především sonáta pro fortepiano a lesní roh, kterou složil a zahrál Beethoven a Punto, byla tak význačná a tak se líbila, že navzdory novému divadelnímu řádu, který zakazuje da capo a hlasitý potlesk ve Dvorním divadle, byli přesto oba virtuosové dojati, když byla na konci koncertu odměněni velmi hlasitým potleskem a nuceni zahrát skladbu znovu. | “ |
| — Allgemeine musikalische Zeitung | | |   |

 Beethoven a Stich/Punto se sonátou vystoupili veřejně ještě dvakrát, a to 7. května 1800 v Pešti a 30. ledna 1801 ve Vídni v rámci benefičního koncertu ve velké Redutě v Hofburgu. 

## První vydání
První vydání, vydané nakladatelstvím Tranquillo Mollo, bylo věnováno skladatelce Josephine von Braun, rozené von Högelmüller (1765–1838), manželce dvorního bankéře Petera von Brauna (1758–1819), který byl v té době ředitelem obou dvorních divadel. Současně byla vydána také verze pro violoncello a klavír.